# 平島良一

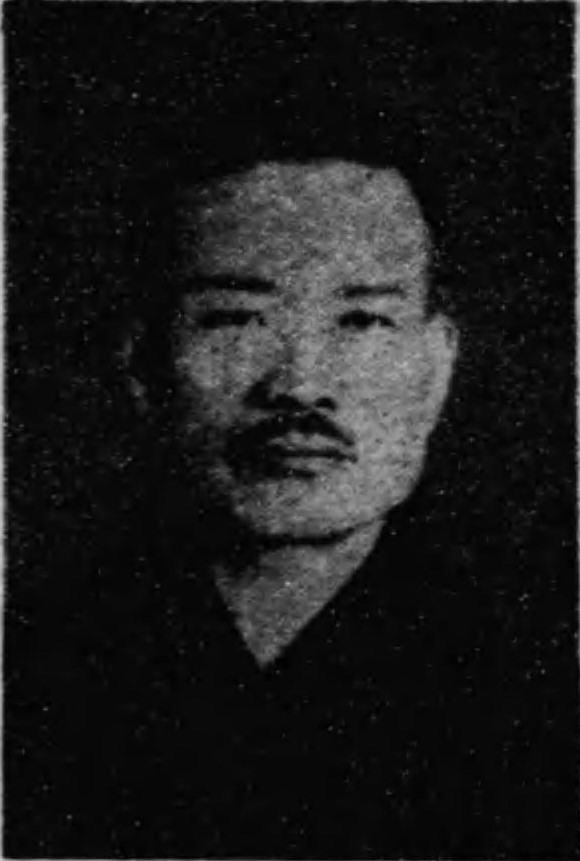
平島良一

平島 良一（ひらしま りょういち、1891年（明治24年）6月29日 - 1956年（昭和31年）11月17日）は、大正から昭和期の実業家、政治家。衆議院議員。

## 経歴
大阪府日根郡北信達村、のち泉南郡信達村→信達町、現在の泉南市で平島幸吉の息子として生まれる。1915年（大正4年）明治大学法律科を卒業した。
大阪木津川セメント (株) に入社し用度課長を務めた。在勤中、雨の日には出勤せず、会社もしかたなく公認した。その後、会計士の業務に従事。鉱業、農業に転業し、1943年（昭和18年）コバルト採掘鉱業に関係した。その他、合資会社信達織布工場理事、平島紡績取締役、同会長などを務めた。
1946年（昭和21年）4月の第22回衆議院議員総選挙で大阪府第2区から立候補したが落選。1947年（昭和22年）4月の第23回総選挙で大阪府第5区に日本自由党公認で出馬して初当選し、1949年（昭和24年）1月の第24回総選挙に民主自由党から出馬して再選され、衆議院議員に連続2期在任した。この間、日本自由党総務、同会計監督、民主自由党党務部長、同政調会貿易振興委員長、第3次吉田内閣・文部政務次官などを務めた。その後、第25回、第26回、第27回総選挙に連続3回立候補したが、いずれも次点で落選した。